# Vườn quốc gia Bunaken
Vườn quốc gia Bunaken là một khu bảo tồn biển ở phía bắc của đảo Sulawesi, Indonesia. Nó nằm gần trung tâm của Tam giác San Hô, nơi cung cấp môi trường sống của 390 loài san hô cũng như nhiều loài cá, nhuyễn thể, bò sát và động vật có vú biển. Nơi đây là đại diện của hệ sinh thái nước nhiệt đới Indonesia bao gồm trảng cỏ biển, rạn san hô và hệ sinh thái ven biển.
Nó được thành lập như một vườn quốc gia vào năm 1991 và là một trong những vườn quốc gia biển đầu tiên được tiến hành bảo vệ của Indonesia. Nó có tổng diện tích là 890,65 km², trong đó có 97% là biển. Diện tích còn lại của nó là đất liền, bao gồm năm hòn đảo Bunaken, Manado Tua, Mantehage, Nain và Siladen. Phần phía nam của vườn quốc gia bao gồm một phần của bờ biển Tanjung Kelapa.

## Địa chất
Bắc Sulawesi là một khu vực địa tầng trẻ, có lịch sử hình thành cách đây từ 5–24 triệu năm. Khu vực này đã trải qua núi những trận phun trào núi lửa cách đây từ 1,5-5 triệu năm trước, tạo thành đá tro núi lửa, đặc trưng của địa hình khu vực này. Manado Tua là một ngọn núi lửa đã tắt hình nón cao hơn 600 mét so với mực nước biển, là điểm cao nhất trong vườn quốc gia. Bunaken là hòn đảo có nguồn gốc núi lửa với một lượng đáng kể san hô hóa thạch được nâng lên khỏi mặt biển. Đảo Nain cũng là một hòn đảo hình vòm, cao 139 mét (456 ft). Đảo Mantehage tương đối bằng phẳng và dường như đang chìm xuống biển có các bãi rừng ngập mặn rộng lớn, bị ngăn cách một phần bởi kênh nước mặn. Siladen là một đảo cát san hô thấp, có độ cao không đáng kể. Arakan-Wawontulap và Molas-Wori trên đất liền của Bắc Sulawesi là những khu vực tương đối bằng phẳng nằm ở chân những núi lửa thấp. Việc không có thềm lục địa cho phép khu vực ven biển của vườn quốc gia có địa hình giảm xuống trực tiếp xuống dốc lục địa. Độ sâu nước biển giữa các hòn đảo của vườn quốc gia dao động từ 200–1.840 mét (660–6.040 ft).